# Bootsgrab von Vinjeøra

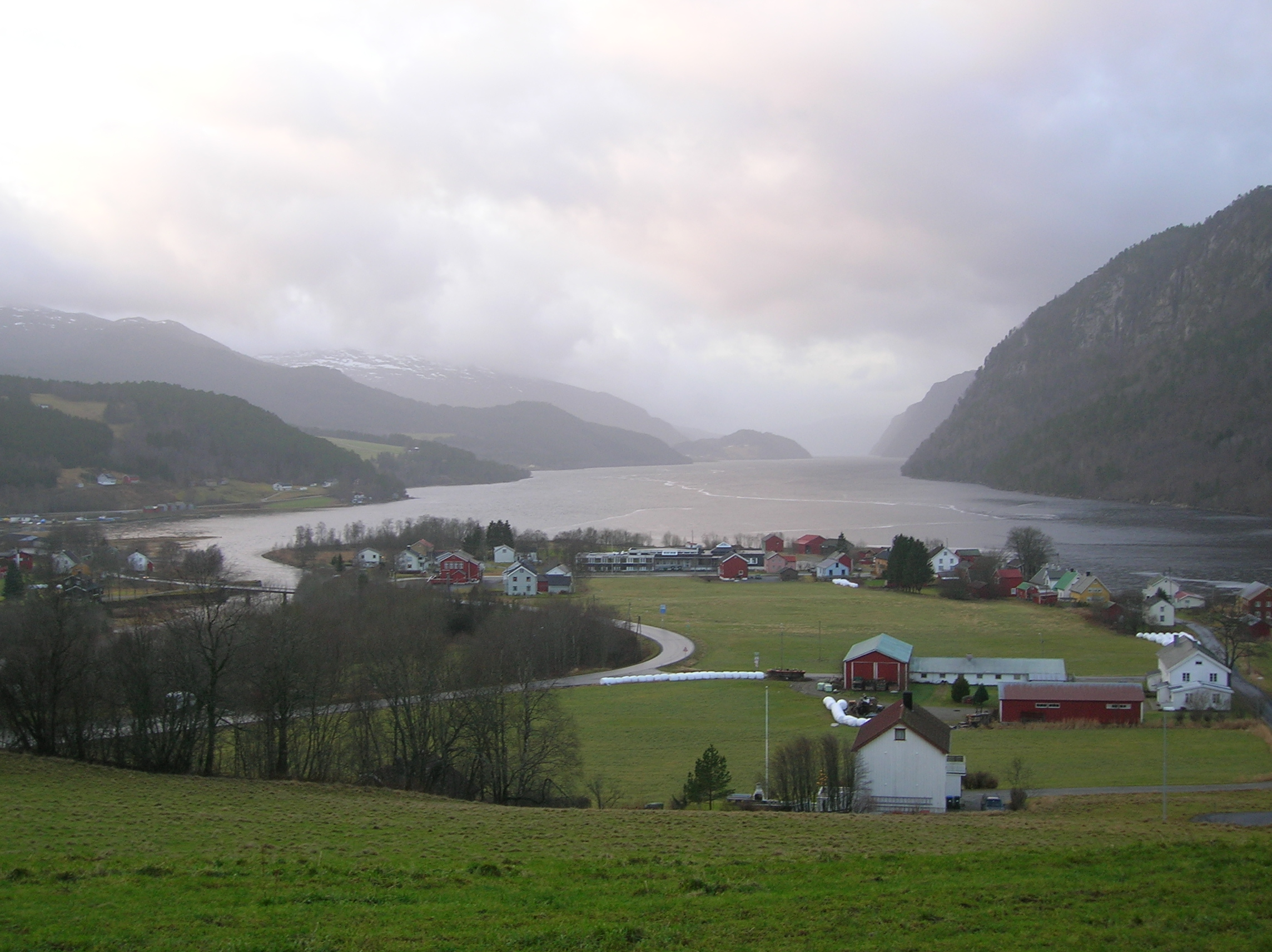
Vinjeøra am Ende des Vinjefjordes

Das Bootsgrab von Vinjeøra in der Heim Kommune, westlich von Trondheim, im Fylke Trøndelag entdeckten norwegische Forscher 2019 nahe dem Landgut Skeiet per Bodenradar. In Vinjeøra am Ende des Vinjefjordes befanden sich vor über 1100 Jahren mehrere Gehöfte der Wikinger.
Das bislang einzigartige Wikingergrab war das Bootsgrab eines Mannes aus dem 8. und einer Frau aus dem 9. Jahrhundert. Das kleinere Boot der Frau war in das größere, neun bis zehn Meter lange Boot des etwa 100 Jahre zuvor bestatteten Mannes eingelassen.
Die Frau aus Vinjeøra war in ihre besten Gewänder gekleidet – zwei Broschen aus vergoldeter Bronze, eine Perlenkette, Haushalts-Utensilien, ein vergoldetes irisches Pferdegeschirr, das in Norwegen als Schmuck verwendet wurde, und Wegzehr fürs Totenreich wurden ihr mitgegeben. Neben ihren Leichnam wurde der Kopf einer Kuh gelegt. Im unteren Boot lag ein Mann mit Schwert und Speer aus dem 8. Jahrhundert.
Das Totenhaus von Vinjeøra wurde 2019 bei der Ausgrabung eines Gräberfeldes der Wikingerzeit gefunden. Die Ausgrabung wurde zur Vorbereitung des Ausbaus der Autobahn E39 durchgeführt.